# آیس-تی
تریسی لورن مرو (انگلیسی: Tracy Lauren Marrowکه با نام
آیس-تی (انگلیسی: Ice-T؛ زادهٔ ۱۶ فوریهٔ ۱۹۵۸) بازیگر ، موسیقی‌دان و خواننده اهل ایالات متحده آمریکا است.
از فیلم‌ها یا برنامه‌های تلویزیونی که وی در آن نقش داشته است، می‌توان به قانون و نظم: واحد قربانیان ویژه، اون‌یکی‌ها، جانی منومیک، فاک، کمانه، ۳۰۰۰ مایل به گریسلند و نجات از شکار شدن اشاره کرد.
وی برنده جایزه گرمی بهترین خوانندگی رپ دو نفره یا گروهی در سال ۱۹۹۱ شده است.